# Шукальский, Станислав
Стани́слав Шука́льский (польск. Stanisław Szukalski, 13 декабря 1893, Варта, Лодзинское воеводство — 19 мая 1987, Бербанк, Калифорния) — польский и американский скульптор и художник.
В 1930-е годы в Польше был известен, как скульптор-националист. Он также разработал псевдонаучно-историческую теорию церматизма, которая утверждает, что вся человеческая культура происходит с острова Пасхи, а человечество находится в вечной борьбе с детьми Йети («Йетисыны»), потомством Йети и человека.

## Жизнь

### Между Польшей и Чикаго
Шукальский родился в Варте, Царство Польское, и вырос в деревне Гидла. Он приехал в Нью-Йорк с матерью, Констанцией, и сестрой, Альфредой, 27 июня 1907 года; затем они отправились в Чикаго вместе со отцом, кузнецом Дионисием Шукальским. Будучи вундеркиндом в скульптуре, он в 13 лет поступил в Чикагский институт искусств. Годом позже скульптор Антоний Попель уговорил родителей Шукальского отправить его обратно в Польшу, чтобы он в 1910 году поступил в Краковскую академию изящных искусств. Там он три года изучал скульптуру под руководством Константина Лащки. В 1913 году Станислав вернулся в Чикаго.
Вернувшись в США, Шукальский присоединился к художественной сцене Чикаго, став важной частью «Чикагского Возрождения». В ноябре 1914 году он выставил семь своих скульптур на Ежегодной выставке американской масляной живописи и скульптуры в галереях Художественного института. У него было две персональных выставки в Художественном институте Чикаго, в 1916 и 1917 годах и одна в Клубе прогрессивных искусств в 1919 году; он также регулярно выставлялся на ежегодных сессиях жюри Художественного института.
В 1922 году он женился на Хелен Уокер, дочери художника доктора Сэмюэля Джей. Уокера, видного член чикагского общества.

### Европа
В 1925 году Шукальский участвовал в Международной выставке современного и декоративного искусства в Париже, где получил многочисленные награды. Однако его успех был раскритикован польской прессой, так как Шукальский, представляя Польшу на выставке, даже не жил в этой стране. 20 июня 1926 г. в Париже Хелен Уокер Шукальский родила единственного ребёнка Шукальского, дочь Елизавету Калину (Калинка) Шукальскую.
После путешествия по Европе с 1926 по 1928 г. Шукальский отправился в Краков, где в 1929 г. провёл ретроспективную выставку. В 1929 г. он стал основателем художественного движения под названием «Племя рогатого сердца», в центре которого находились польские художники, искавшие вдохновения в языческой или дохристианской истории Польши.
В 1929 году Шукальский опубликовал «Проекты в дизайне: Скульптура и архитектура», содержащие чертежи, варьирующиеся от высокодетальных орнаментальных архитектурных элементов — каминов, дверных проёмов и окон — до идеализированных городских планов, мостов, надгробий и памятников героев Польши.
В 1932 году Станислав разводится разводится с женой Хелен.
Бен Хект, который познакомился с Шукальским в 1914 году, описал Шукальского в своей автобиографии 1954 года: «В течение двадцати лет мой друг… пережил катастрофы, которые убили бы с десяток бизнесменов. Болезни, бедность и голод устремились к его ногам… во время борьбы он слышал только критические критики и голоса насмешек. Но когда я увидел его в 1934 году, я увидел человека, который наслаждался властью и чьи глаза улыбались от торжества».
В сентябре 1934 года в Голливуде Шукальский женился на Джоан Ли Донован (р. 1910), которая была воспитательницей детского сада его дочери в Чикаго. Свадьба состоялась в доме сценариста Уоллеса Смита, который был шафером.

### Возвращение в Польшу
В 1936 году Шукальский вернулся в Польшу при поддержке министра финансов. Он закончил работу над несколькими скульптурами, в частности над памятником Болеславу Храброму, украсил фасад Силезского музея в Катовице, а также здание местной администрации в этом городе. Польша объявила Шукальского величайшим из ныне живущих художников страны. Правительство предоставило ему студию, самую большую в Варшаве, и провозгласило её Национальным музеем Шукальского. В ней хранились многие из его замысловатых картин и массивных скульптур, отличавшихся драматическими мифологическими образами. Шукальский привёз большую часть своих работ в Польшу.
В этот период Шукальский был очарован радикальными националистическими и фашистскими идеями. «Племя рогатого сердца» издавало журнал KRAK, на страницах которого выступало с резкой критикой церкви и католической религии, коммунизма и с откровенными антисемитскими воззваниями. После пережитых событий, которые описываются ниже, в частности, казни нескольких соратников, Шукальский пересмотрел свои радикальные взгляды.
Во время осады Варшавы немецкой армией в сентябре 1939 года Шукальский был ранен во время бомбардировочного удара, который уничтожил большую часть его студии. С двумя чемоданами Шукальский и его жена укрылись в американском посольстве, так как оба были американскими гражданами. К началу ноября они были в числе примерно 100 американцев, оставшихся в Варшаве. В конце концов, они бежали из Польши и смогли вернуться в США.
Шукальский, приехавший в Польшу со всеми своими работами, воодушевлённый перспективой построить музей, посвящённый его искусству, потерял почти все из них. Большая часть того, что не было потеряно во время бомбардировок, была уничтожена оккупировавшими её немцами.

### Калифорния
В 1940 году Шукальский с женой поселились в Лос-Анджелесе. Шукальский работал на киностудиях, проектировал декорации, изредка лепил, делал рисунки. В 1983 году Шукальский познакомился с Джорджем Ди Каприо, отцом Леонардо Ди Каприо, и сразу же стал близким другом семьи. Предположительно, молодой Леонардо в юности провёл некоторое время с Шукальским, которого он позже назовёт «своим польским дедушкой». Его дружба с семьёй Ди Каприо продлилась до самой смерти художника в 1987 году. В 2000 году актёр помог профинансировать ретроспективную выставку его работ под названием «Борьба» в Художественном музее Лагуна-Бич и остался поклонником творчества Шукальского.
Вторая жена Шукальского, Джоан, умерла в 1980 году. После смерти Шукальского в 1987 году группа его друзей и поклонников развеяла его прах на острове Пасхи, в кратере вулкана Рано-Рараку.

## Церматизм
Начиная с 1940 года, Шукальский посвятил большую часть своего времени изучению тайн доисторической древней истории человечества, формированию языков, верований, обычаев, искусств, миграции народов. Он пытался разгадать происхождение географических названий, богов и символов, сохранившихся в различных формах в различных культурах. Благодаря своим исследованиям в этой области Шукальский утверждал, что обнаружил польское происхождение различных древних мест и людей на языке под названием «проязык» (англ. Protong, пол. Macimowa). Согласно Шукальскому, проязык можно увидеть в самых разных явлениях, начиная от очевидного польского происхождения Вавилона и заканчивая польской идентичностью Иисуса. Кульминацией этой работы стала массивная книга под названием «Проязык», её написание продолжалось непрерывно более 40 лет. Он написал рукопись, состоящую из 42 томов, общим объёмом более 25 000 страниц, включая 14 000 иллюстраций.
Церматизм, концепция мировой истории Шукальского, постулировал, что вся человеческая культура произошла от жителей острова Пасхи, поселившихся в Церматте после потопа, и что во всех человеческих языках можно найти следы изначального, древнего родного языка человечества (один из них имел архаичное польское происхождение). По его мнению, человечество находилось в вечной борьбе с сыновьями Йети («йетинсыны»), потомством Йети и людей, которые поработили человечество с незапамятных времён. Он утверждал, что фигуры бога Пана на греческих вазах изображают существ, которые существовали на самом деле, — детей йети, насиловавших человеческих женщин. Шукальский использовал свои значительные художественные таланты для иллюстрации своих теорий, которые, несмотря на отсутствие научных достоинств, приобрели культовую популярность в основном благодаря своей эстетической ценности. Шукальский считал, что может идентифицировать йетинсынов среди известных личностей, известных из истории. Среди наиболее значительных представителей, которых Шукальский назвал «сыновьями Йети», были: Владимир Ленин, Михаил Бакунин, Пётр Кропоткин, Никколо Макиавелли, Уинстон Черчилль, Фарук I, Артур Шопенгауэр, Никита Хрущёв и Фидель Кастро. Йетисыны были также ответственны за внедрение различных «-измов», таких как фашизм и коммунизм, которые для Шукальского были ответственны за всё зло в мире.

## Наследие
В 2018 году Леонардо Ди Каприо спродюсировал документальный фильм под названием «Борьба: Жизнь и утраченное искусство Шукальского», который вышел на Netflix 21 декабря 2018 года.